# Graafschap Henneberg-Römhild
Het graafschap Henneberg-Römhild (Duits: Grafschaft Henneberg-Römhild) was een tot de Frankische Kreits behorend vorstelijk graafschap binnen het Heilige Roomse Rijk.

## Geschiedenis

### Ontstaan
Het graafschap Henneberg bestond rond 1250 uit uitgestrekte gebieden ten zuiden van het Thüringer Woud. In 1274 verdeelden de drie zoons van graaf Hendrik III dit gebied onder elkaar. Als oudste zoon kreeg Berthold V het grootste gedeelte met als hoofdstad Schleusingen. Zijn afstammelingen regeerden tot 1583 over Henneberg-Schleusingen, dat in 1310 door de keizer tot "vorstelijk graafschap" werd verheven.
Herman II en Hendrik IV kregen als jongere zoons kleinere gebieden toegewezen. Herman II kreeg Henneberg-Aschach, dat behalve Kasteel Aschach nog bestond uit Lengfeld, Behrungen, Hendungen, Ebenhausen en de helft van Münnerstadt en Saal an der Saale. Zijn jongere broer Hendrik IV kreeg Hartenberg met Römhild.
In 1378 verkocht Berthold X van Henneberg-Hartenberg zijn bezittingen aan Herman V van Henneberg-Aschach. Herman V verkocht Aschach in 1391 aan Dietrich van Bibra. In 1401 kwam het kasteel aan het prinsbisdom Würzburg. De graven van Henneberg-Aschach hadden hun residentie inmiddels naar Römhild verhuist en noemden zich sindsdien graaf van Henneberg-Römhild.

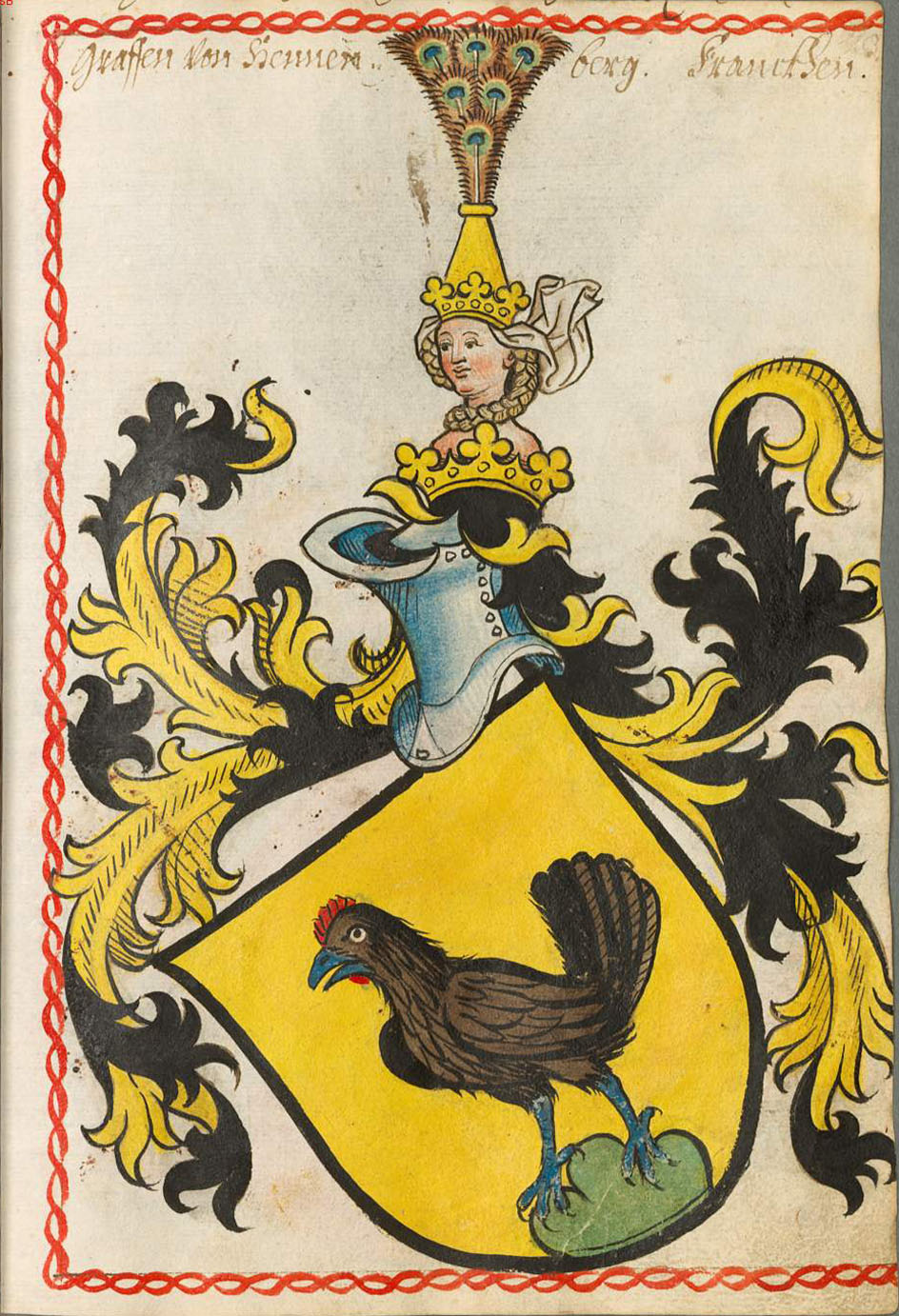
Wapen van Henneberg in het Scheibler'sches Wappenbuch

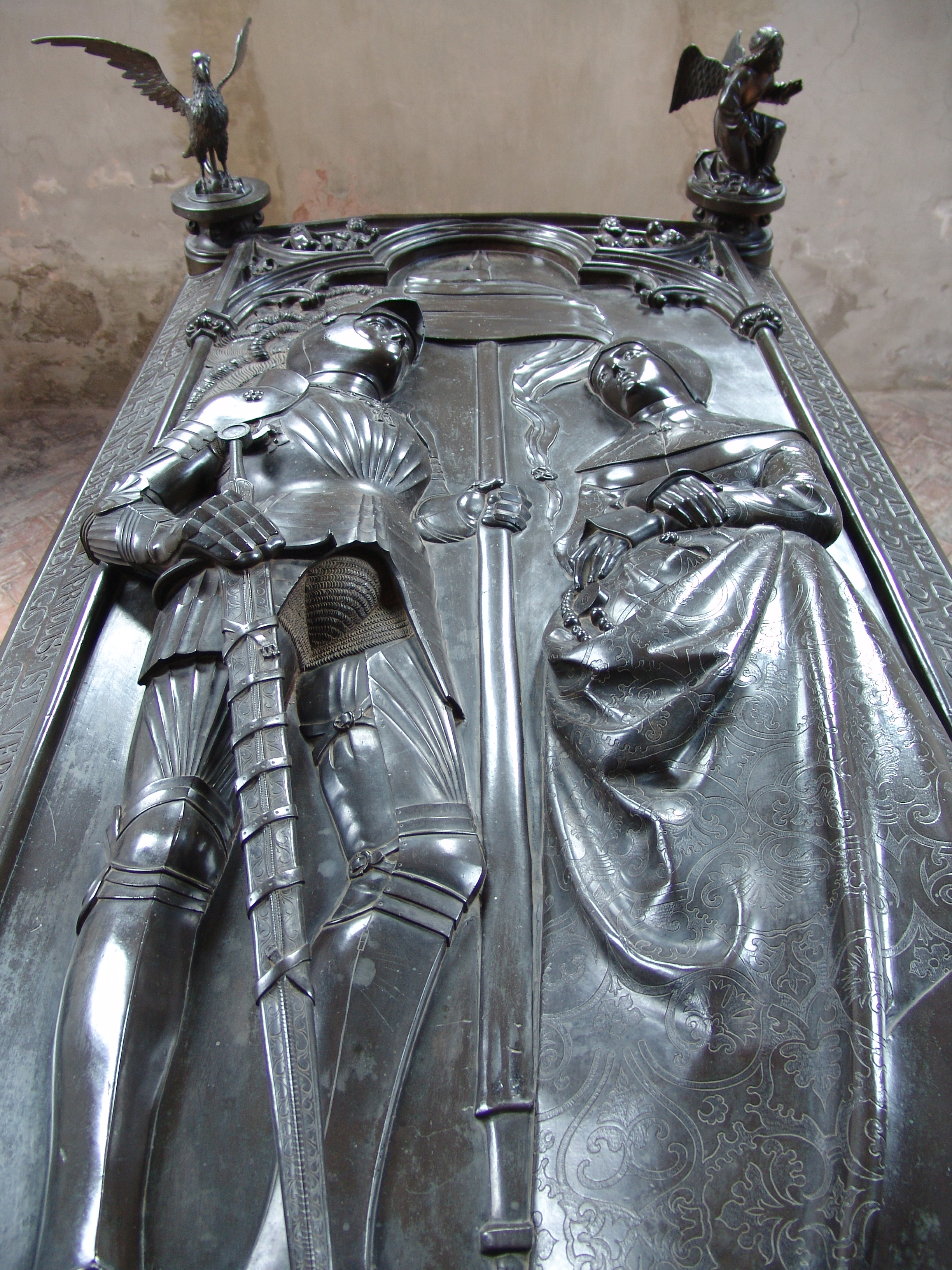
Bovenzijde van de sarcofaag van graaf Herman VIII en Elisabeth van Brandenburg in de Stiftskirche van Römhild.

### Verdeling en hereniging
In november 1468 verdeelden Frederik II en Otto III, die aanvankelijk gezamenlijk geregeerd hadden, het graafschap onder elkaar:
- Frederik II kreeg Römhild, Schwarza, Hallenberg en Kühndorf
- Otto III kreeg Münnerstadt, Lichtenberg en ¼ van het Amt Fischberg

Door de verdeling van het toch al kleine graafschap verloren de graven een aanzienlijk deel van hun machtsbasis. Otto III stond daarnaast nog een deel van zijn gebieden af: in 1485 kochten de graven van Henneberg-Schleusingen het Römhildse deel van het Amt Fishberg en vijf jaar later kochten de prins-bisschoppen van Würzburg de helft van Münnerstadt terug.
Toen Otto III in 1502 kinderloos overleed viel erfde Frederiks zoon Herman VIII zijn gebieden, die zo Henneberg-Römhild weer in een hand verenigde.

### De linies Römhild en Schwarza
Graaf Herman VIII trok zich in 1532 terug uit de regering en liet Henneberg-Römhild na aan zijn twee zoons, die het graafschap opnieuw onder elkaar verdeelden:
- Berthold XIV kreeg Römhild, Lichtenberg en ¼ van de Burg Henneberg
- Albrecht kreeg Schwarza, Kühndorf, Hallenberg, Behrungen, ½ van Benshausen, ½ van het Amt Salzungen en ¼ van de Burg Henneberg
- Herman VIII behield ½ van Münnerstadt. Na zijn dood in 1535 kregen zijn zoons elk ¼ van Münnerstadt

Albrecht en Berthold bleven tijdens de reformatie trouw aan de Rooms-katholieke kerk, mede onder invloed van de invloed van het machtige Prinsbisdom Würzburg. Ze deden echter weinig om de verspreiding van de lutherse leer onder de bevolking tegen te gaan en ze traden niet op tegen priesters die lutherse leerstellingen verkondigden.
In 1539 brak er een grote brand uit in de Glücksburg, het kasteel van Römhild. Graaf Berthold kwam vanwege de kosten van de herbouw zo sterk in de financiële problemen dat hij vanaf 1544 probeerde het graafschap aan zijn broer te verkopen. Albrecht ging echter niet in op het aanbod, en in november 1548 verkocht Berthold zijn gebieden aan de graven van Mansfeld, die ook de volledige schuld op zich namen. Vier maanden later, op 23 maart 1549, overleed Berthold kinderloos. Binnen zeven jaar verkochten de graven van Mansfeld het voormalige graafschap Henneberg-Römhild weer. Hun aandeel aan de Burg Henneberg verkochten ze in 1550 aan Henneberg-Schleusingen. In 1552 verkochten ze hun deel van Münnerstadt aan het Prinsbisdom Würzburg. De rest van hun Hennebergse gebieden stonden ze in 1555 voor 50.000 gulden en het Amt Oldisleben af aan de Ernestijnse hertogen van Saksen.
Graaf Albrecht van Schwarza bleef net als zijn oudere broer kinderloos. Met zijn dood in mei 1549 stierf het Huis Henneberg-Römhild in mannelijke lijn uit. In zijn testament had Albrecht zijn echtgenote, Catharina van Stolberg, tot zijn erfgename had benoemd. Graaf Willem IV van Henneberg-Schleusingen maakte echter ook aanspraak op Albrechts gebieden en liet ze met geweld bezetten. De zaak werd voor het Rijkskamergerecht gerecht gebracht. Na een lange juridische strijd beleende de keizer Willem IV in november 1553 met alle rijkslenen die handen van Albrecht geweest waren. Catharina behield alleen Schwarza, een kwart van Münnerstadt en de helft van het Amt Salzungen. Na Catharina's dood in 1577 erfden de graven van Stolberg haar gebieden. Salzungen werd vanwege de hoge schulden van de Stolbergse graven echter meteen door hertog Johan Casimir van Saksen-Coburg-Eisenach in bezit genomen. In 1583 verkochten de graven van Stolberg hun kwart van Münnerstadt aan het Prinsbisdom Würzburg, dat daardoor de stad volledig in zijn bezit kreeg. Schwarza bleef tot 1806 een Stolbergse enclave.

## Status
De graven van Henneberg behoorden in de 12e en 13e eeuw tot de aanzienlijkste grafelijke huizen van het Heilige Roomse Rijk. Toch lukten het de graven niet om toe te treden tot de rijksvorstenstand, zeker omdat hun invloed afnam na de deling van 1274. In 1310 verleende Keizer Hendrik VII echter een aantal vorstelijke rechten en privileges aan graaf Berthold van Henneberg-Schleusingen. Vanaf dat moment was Henneberg-Schleusingen een "vorstelijk graafschap" (Gefürstete Grafschaft).
Vanaf het midden van de 15e eeuw probeerden ook de graven van Henneberg-Römhild deze vorstelijke status te verwerven. Keizer Frederik III gaf in juli 1474 een oorkonde uit waarin hij de status van Frederik II en Otto III als vorstelijke graven bevestigde. Vanwege de invloed van hun broer Berthold, de aartsbisschop en keurvorst van Mainz, werd tot diens dood in 1504 niet aan de nieuwe status van de graven van Henneberg-Römhild getwijfeld. Op de Rijksdag van Spiers in 1526 werd graaf Berthold XIV echter niet meer toegelaten op de bank van de wereldlijke rijksvorsten.

## Heersers
| Henneberg-Römhild                  |                         |                       |                       |
| 1378–1403: Herman IV               |                         |                       |                       |
| 1403–1422: Frederik I              |                         |                       |                       |
| 1422–1465: George I                |                         |                       |                       |
| 1465–1468: Frederik II en Otto III |                         |                       |                       |
| Henneberg-Römhild                  | Henneberg-Römhild       | Henneberg-Münnerstädt | Henneberg-Münnerstädt |
| 1468–1488: Frederik II             | 1468–1488: Frederik II  | 1468–1502: Otto III   | 1468–1502: Otto III   |
| 1488–1502: Herman VIII             |                         | 1468–1502: Otto III   | 1468–1502: Otto III   |
| Henneberg-Römhild                  |                         |                       |                       |
| 1502–1535: Herman VIII             |                         |                       |                       |
| Henneberg-Römhild                  | Henneberg-Römhild       | Henneberg-Schwarza    | Henneberg-Schwarza    |
| 1535–1548: Berthold XIV            | 1535–1548: Berthold XIV | 1535–1549: Albrecht   | 1535–1549: Albrecht   |